# Quai de la Résurrection
Le quai de la Résurrection, appelé entre 1923 et 2014 « quai Robespierre (Набережная Робеспьера) », est un quai de la rive gauche de la Neva, à Saint-Pétersbourg. Il est situé dans le quartier historique de la ville, en amont du quai du Palais. Il débute ruelle Vodoprovodnovo et se termine au pont Liteïny et mesure un kilomètre. 

## Historique
Le quai de la Résurrection (quai Voskressenski) porte le nom d'une église construite au XVIIIe siècle à l'angle de la perspective Tchernychevski et de la rue Chpalernaïa.
La partie du quai autour de la perspective Liteïny est agrandie en 1852 et bordée de hauts murs de granite, sur 288 mètres. Le quai est un lieu de débarquement et d'embarquement de marchandises, de matériaux de construction, de bois, etc. jusqu'après la Première Guerre mondiale.
Le quai est rebaptisé en 1923, en hommage au révolutionnaire français Robespierre.
Le quai est consolidé en 1925-1926, après l'inondation de 1924. Les parapets sont restaurés en 1967, lorsque l'on construit le nouveau pont Liteïny. La partie amont du quai est reconstruite en 1980, sur 134 mètres de longueur. 
Les deux sphinges sculptées par Mikhaïl Chemiakine en 1995, ont été commandées par la ville de Saint-Pétersbourg, comme mémorial de toutes les victimes des différentes répressions politiques qu'a connues la Russie et l'URSS. La statue de la célèbre poétesse Anna Akhmatova, érigée en 2006, se trouve près de la rue Chpalernaïa. On peut lire des vers de Requiem, son fameux poème, sur le piédestal, ainsi que quelques strophes de grands auteurs de ses contemporains.
Le quai a repris son nom originel en 2014, à la suite d'une décision de novembre 2013 de la commission toponymique de la ville de Saint-Pétersbourg, qui a décidé de mettre fin à cet héritage soviétique.

## Galerie

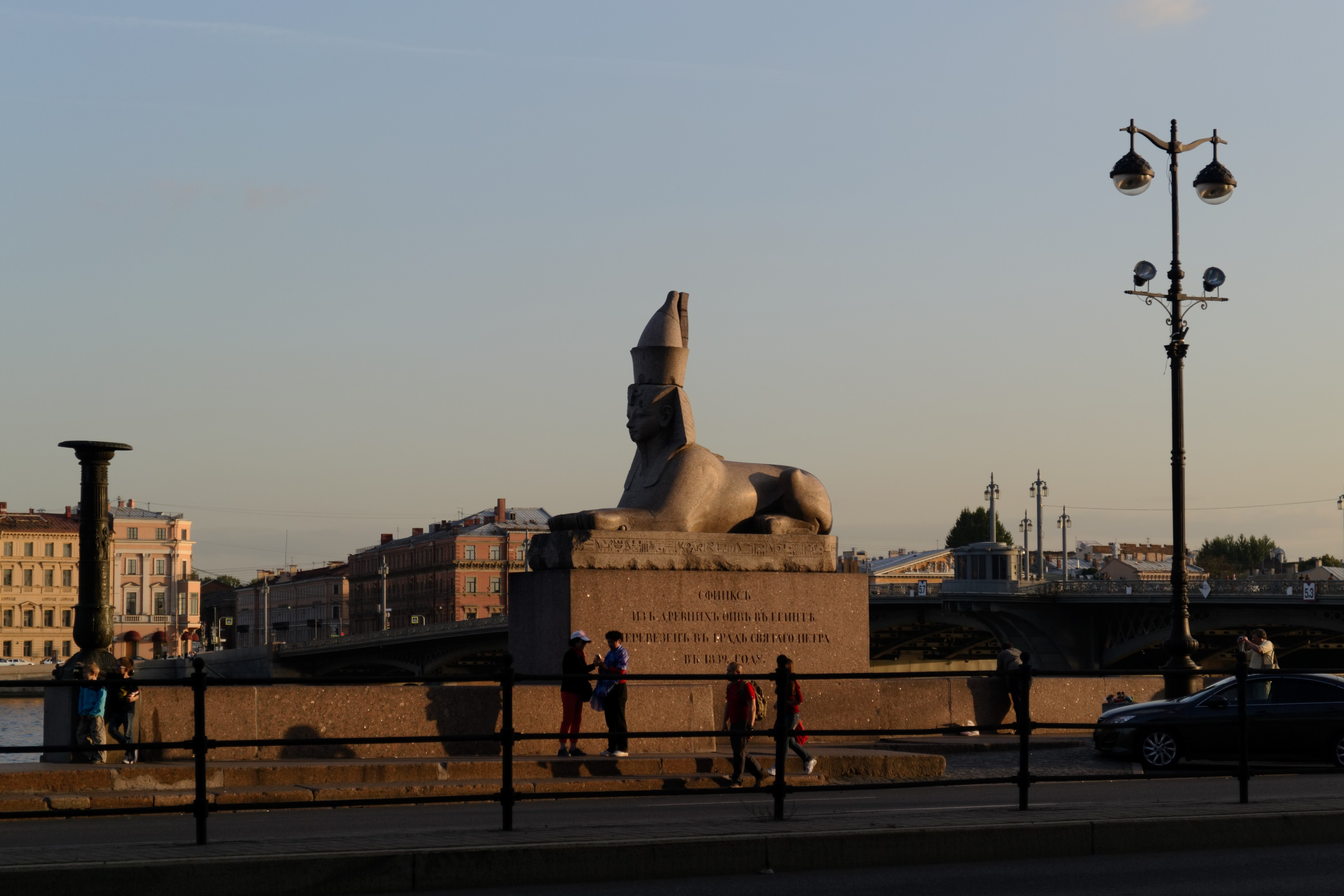
Vue d'un des sphinx